# Luberon (gebergte)
De Luberon is een bergmassief in de Franse departementen Alpes-de-Haute-Provence en Vaucluse en een oost-west gerichte uitloper van de Alpen.
Het massief is ongeveer 60 km lang en 5 km breed.

## Geografie

### Ligging

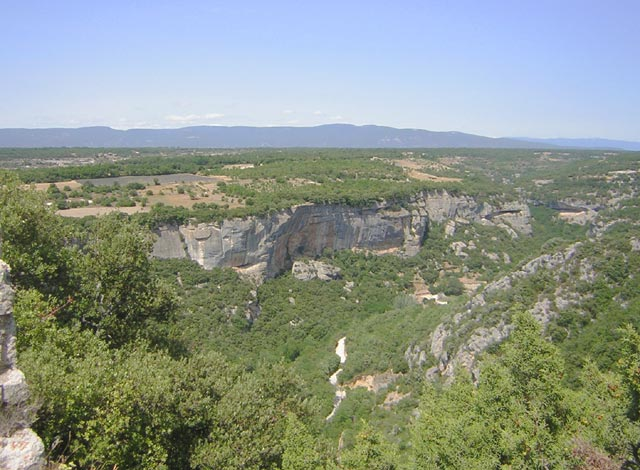
Vallei van de Aiguebrun vanaf het fort van Boux

De Luberon ligt zo'n 70 km ten noorden van Marseille en wordt begrensd door de Calavon en de Monts de Vaucluse in het noorden en de Durance in het zuiden. Aan de rand hebben zich vier steden ontwikkeld: Apt ten noorden, Cavaillon ten westen, Pertuis ten zuiden en Manosque in het oosten.

### Reliëf
Het massief bestaat uit meerdere delen. Meestal spreekt men enkel over de "Grand Luberon " en de "Petit Luberon". De rivier de Aiguebrun stroomt van noord naar zuid door het massief en vormt zo de scheiding tussen de Grote en de Kleine Luberon.
Het hoogste punt is de Mourre Nègre, 1125 m hoog in de Grand Luberon.

### Hydrografie

#### Watervlak
Het enige watervlak van betekenis in deze streek is de Étang de la Bonde, 30 hectare groot, 500 meter diameter en 2 tot 5 m diep. Het is gelegen in de gemeenten Cabrières-d'Aigues en La Motte d'Aigues. De bergbeekjes van Pissay en van Pas de l'Oulle vormen de aanvoer van deze vijver sinds de vijftiende eeuw via een aquaduct.
Het water is niet drinkbaar en dient voor irrigatie. Zwemmen, windsurfen en vissen zijn toegelaten.

## Geologie

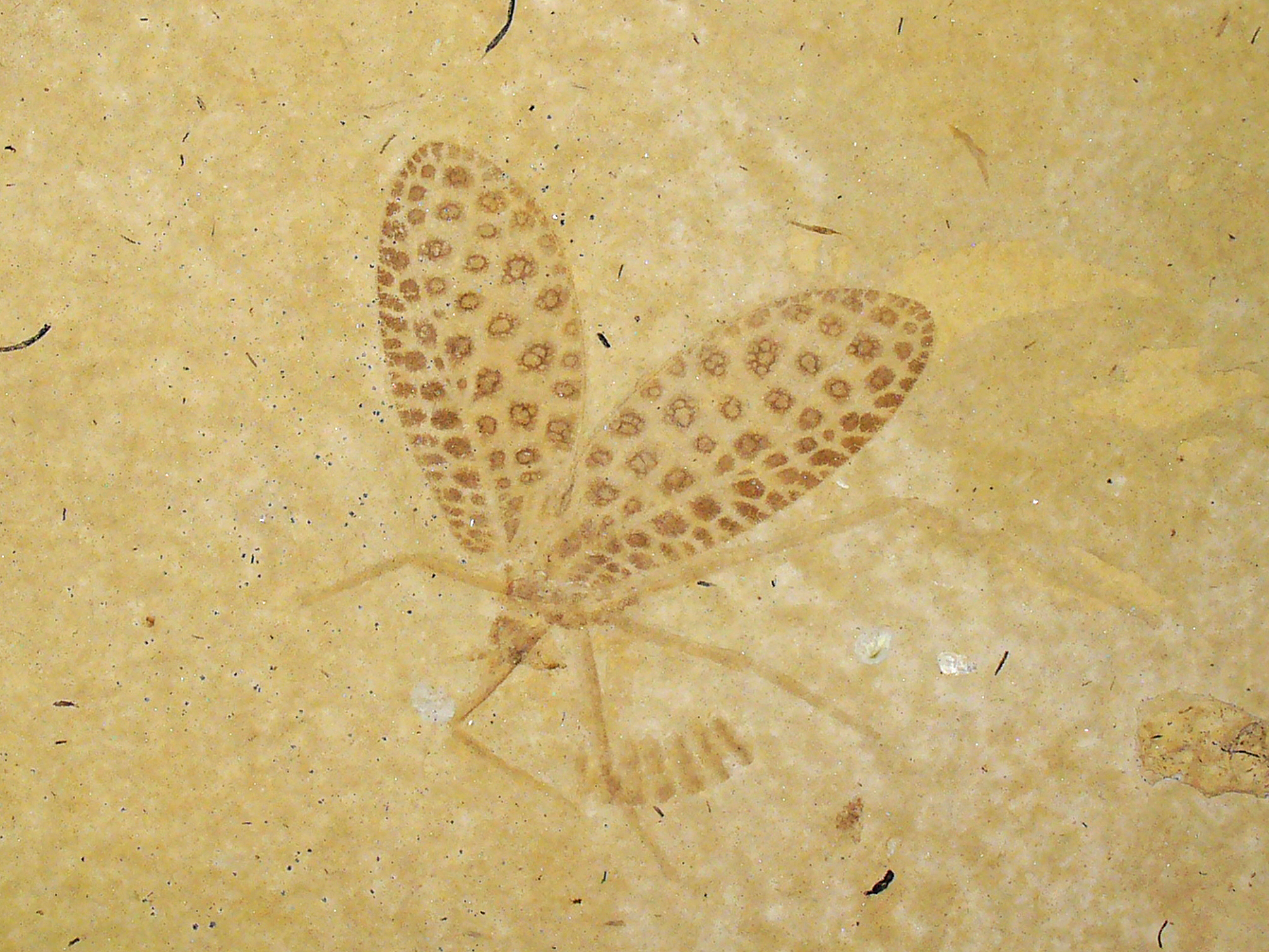
Lithymnates laurenti, Oligoceen, gevonden in Céreste, Museum voor Natuurgeschiedenis van Karlsruhe

De rotsen van de Luberon zijn gevormd tussen eind Secundair en midden Tertiair. De streek is rijk aan fossielen.

## Natuur
De Luberon is beschermd in het Regionaal natuurpark van de Luberon (Parc naturel régional du Luberon). Door de droge zomers en de koude, winderige winters ontstaat op de toppen van de Grand Luberon, die begraasd worden en zo vrijgehouden van hoge begroeiing, een eigen ecosysteem. In de Petit Luberon werden tussen 1862 en 1920 Atlasceders uit Algerije aangeplant.
Sinds het einde van de jaren 2010 is de wolf opnieuw aanwezig in de Luberon. In 2024 waren er een viertal roedels.

## Klimaat
Het klimaat is voornamelijk mediterraan, met evenwel een invloed van het bergklimaat dat zich uit door strengere winters met meer vorstdagen dan de beneden-Provence. De westelijke kant is vaak blootgesteld aan de mistralwind.

## Demografie
Tussen 1970 en 2000 is de bevolking gemiddeld met 50% toegenomen. Dit is voornamelijk toe te schrijven aan immigratie uit noordelijker Europese streken. Er is een voortdurende toename van tweede verblijven. Daarbovenop ontstaan, door de demografisch druk van de regio Aix/Marseille, slaapsteden in het randgebied.

## Economie

### Landbouw
De hoogste gedeelten zijn beschermd gebied waar elke economische activiteit uitgesloten is. Wel worden er schapen geweid. In de lagere gebieden zijn er boomgaarden (met amandelen, kersen en olijven) en wijngaarden (de Côtes du Luberon is een AOC).
Historisch gezien was deze steek ook een belangrijke zijdeproducent. Door ziektes en door de concurrentie van kunstvezels (viscose) is dit volledig tenietgegaan.
Verder is er nog bijenteelt voor de honing en geitenteelt voor de kaas.

### Toerisme

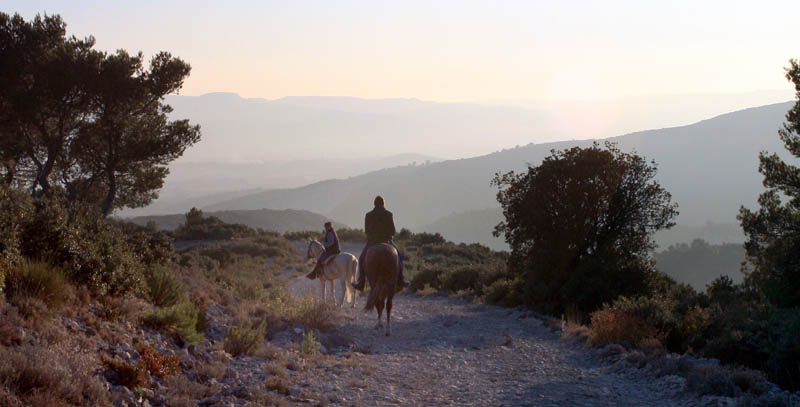
Luberon: chemin des cavaliers

Een belangrijk deel van de economie is verbonden met het toerisme. Er zijn drie vormen van toerisme in deze streek:
- het cultuurhistorisch toerisme, dat steunt op het rijke patrimonium van de bergdorpen en de plaatselijke festivals
- het uitrusttoerisme, wat de aanwezigheid verklaart van talrijke hotels, seizoensverhuur van woningen, zwembaden en evenementen zoals Provençaalse markten
- het actief toerisme dat gebruikmaakt van de talrijke wandelwegen in de beschermde gebieden (wandelen, mountainbike, paardrijden)

### Bouw-Immobiliën
Ondanks het algemene bouwverbod in een belangrijk deel van de streek is dit de derde pijler van de lokale economie.

### Mijnbouw
Op de flanken wordt op meerdere plaatsen de kalksteen geëxploiteerd in witsteengroeven.
De ijzerwinning in het noorden van de Petit Luberon werd stopgezet, omdat ze niet rendabel meer was.
In de buurt van Manosque worden zoutlagen geëxploiteerd om als strategische opslagruimte voor vloeibare koolwaterstoffen (petroleum) te dienen. Verspreid over 26 ruimtes kan 422.000 m³ worden opgeslagen. Daarnaast zijn er in hetzelfde gebied nog zeven opslagruimtes voor aardgas met een opslagcapaciteit van 500.000 m³.

### Energie
Er zijn windenergieprojecten aan de kant van de Rhônevallei en er is ook bosbouw voor pellets.